# Jönåkers härads valkrets
Jönåkers härads valkrets var vid riksdagsvalen till andra kammaren 1881-1908 en egen valkrets. Från och med 1911 års val ingick området i Södermanlands läns södra valkrets.

## Riksdagsmän
- Adolf Weckman (1882-1884), nya centern 1883-1884
- Fredric Pettersson (1885-1893), nya lmp 1888-1893
- Jacob Nilsson (1894-1899), nya lmp 1894, lmp 1895-1899
- Fredric Pettersson (1900-1905), lmp
- Malcolm Juhlin (1906-1911), lib s

## Valresultat

### 1887 (vår)
| Andrakammarvalet i Sverige 1887 I: Jönåkers härads valkrets | Andrakammarvalet i Sverige 1887 I: Jönåkers härads valkrets | Andrakammarvalet i Sverige 1887 I: Jönåkers härads valkrets | Andrakammarvalet i Sverige 1887 I: Jönåkers härads valkrets | Andrakammarvalet i Sverige 1887 I: Jönåkers härads valkrets |
| Kandidat                                                    | Kandidat                                                    | Röster                                                      | Röster                                                      | Röster                                                      |
| Kandidat                                                    | Kandidat                                                    | Antal                                                       | %                                                           | +− %                                                        |
| ----------------------------------------------------------- | ----------------------------------------------------------- | ----------------------------------------------------------- | ----------------------------------------------------------- | ----------------------------------------------------------- |
|                                                             | Fredric Pettersson                                          | 229                                                         | 61,1                                                        |                                                             |
|                                                             | Carl Adolf Ammilon (frihandlare)                            | 144                                                         | 38,4                                                        |                                                             |
|                                                             | Övriga kandidater                                           | 2                                                           | 0,5                                                         |                                                             |
| Antal giltiga röster                                        | Antal giltiga röster                                        | 375                                                         |                                                             |                                                             |
| Kasserade röster                                            | Kasserade röster                                            | 1                                                           |                                                             |                                                             |
| Totalt                                                      | Totalt                                                      | 376                                                         |                                                             |                                                             |

Valet hölls den 14 april 1887. Valdeltagandet var 73,3%.

### 1887 (sept.)
| Andrakammarvalet i Sverige 1887 II: Jönåkers härads valkrets | Andrakammarvalet i Sverige 1887 II: Jönåkers härads valkrets | Andrakammarvalet i Sverige 1887 II: Jönåkers härads valkrets | Andrakammarvalet i Sverige 1887 II: Jönåkers härads valkrets | Andrakammarvalet i Sverige 1887 II: Jönåkers härads valkrets |
| Kandidat                                                     | Kandidat                                                     | Röster                                                       | Röster                                                       | Röster                                                       |
| Kandidat                                                     | Kandidat                                                     | Antal                                                        | %                                                            | +− %                                                         |
| ------------------------------------------------------------ | ------------------------------------------------------------ | ------------------------------------------------------------ | ------------------------------------------------------------ | ------------------------------------------------------------ |
|                                                              | Fredric Pettersson                                           | 144                                                          | 74,6                                                         | ▲13,5                                                        |
|                                                              | Carl Tägtström (frihandlare)                                 | 46                                                           | 23,8                                                         |                                                              |
|                                                              | Övriga kandidater                                            | 3                                                            | 1,6                                                          |                                                              |
| Antal giltiga röster                                         | Antal giltiga röster                                         | 193                                                          |                                                              |                                                              |
| Kasserade röster                                             | Kasserade röster                                             | 0                                                            |                                                              |                                                              |
| Totalt                                                       | Totalt                                                       | 193                                                          |                                                              |                                                              |

Valet hölls den 23 augusti 1887. Valdeltagandet var 39,5%.

### 1890
| Andrakammarvalet i Sverige 1890: Jönåkers härads valkrets | Andrakammarvalet i Sverige 1890: Jönåkers härads valkrets | Andrakammarvalet i Sverige 1890: Jönåkers härads valkrets | Andrakammarvalet i Sverige 1890: Jönåkers härads valkrets | Andrakammarvalet i Sverige 1890: Jönåkers härads valkrets |
| Kandidat                                                  | Kandidat                                                  | Röster                                                    | Röster                                                    | Röster                                                    |
| Kandidat                                                  | Kandidat                                                  | Antal                                                     | %                                                         | +− %                                                      |
| --------------------------------------------------------- | --------------------------------------------------------- | --------------------------------------------------------- | --------------------------------------------------------- | --------------------------------------------------------- |
|                                                           | Fredric Pettersson                                        | 164                                                       | 69,8                                                      | ▼4,8                                                      |
|                                                           | Carl Tägtström (frihandlare)                              | 65                                                        | 27,7                                                      | ▲3,9                                                      |
|                                                           | Övriga kandidater                                         | 6                                                         | 2,5                                                       |                                                           |
| Antal giltiga röster                                      | Antal giltiga röster                                      | 235                                                       |                                                           |                                                           |
| Kasserade röster                                          | Kasserade röster                                          | 0                                                         |                                                           |                                                           |
| Totalt                                                    | Totalt                                                    | 235                                                       |                                                           |                                                           |

Valet hölls den 29 augusti 1890. Valdeltagandet var 45,2%.

### 1893
| Andrakammarvalet i Sverige 1893: Jönåkers härads valkrets | Andrakammarvalet i Sverige 1893: Jönåkers härads valkrets | Andrakammarvalet i Sverige 1893: Jönåkers härads valkrets | Andrakammarvalet i Sverige 1893: Jönåkers härads valkrets | Andrakammarvalet i Sverige 1893: Jönåkers härads valkrets |
| Kandidat                                                  | Kandidat                                                  | Röster                                                    | Röster                                                    | Röster                                                    |
| Kandidat                                                  | Kandidat                                                  | Antal                                                     | %                                                         | +− %                                                      |
| --------------------------------------------------------- | --------------------------------------------------------- | --------------------------------------------------------- | --------------------------------------------------------- | --------------------------------------------------------- |
|                                                           | Jacob Nilsson                                             | 166                                                       | 60,8                                                      |                                                           |
|                                                           | Carl Tägtström (frisinnad)                                | 64                                                        | 23,4                                                      | ▼4,3                                                      |
|                                                           | Fredric Pettersson                                        | 43                                                        | 15,8                                                      | ▼54,0                                                     |
| Antal giltiga röster                                      | Antal giltiga röster                                      | 273                                                       |                                                           |                                                           |
| Kasserade röster                                          | Kasserade röster                                          | 0                                                         |                                                           |                                                           |
| Totalt                                                    | Totalt                                                    | 273                                                       |                                                           |                                                           |

Valet hölls den 28 augusti 1893. Valdeltagandet var 48,1%.

### 1896
| Andrakammarvalet i Sverige 1896: Jönåkers härads valkrets | Andrakammarvalet i Sverige 1896: Jönåkers härads valkrets | Andrakammarvalet i Sverige 1896: Jönåkers härads valkrets | Andrakammarvalet i Sverige 1896: Jönåkers härads valkrets | Andrakammarvalet i Sverige 1896: Jönåkers härads valkrets |
| Kandidat                                                  | Kandidat                                                  | Röster                                                    | Röster                                                    | Röster                                                    |
| Kandidat                                                  | Kandidat                                                  | Antal                                                     | %                                                         | +− %                                                      |
| --------------------------------------------------------- | --------------------------------------------------------- | --------------------------------------------------------- | --------------------------------------------------------- | --------------------------------------------------------- |
|                                                           | Jacob Nilsson (L, prot.)                                  | 116                                                       | 40,1                                                      | ▼20,7                                                     |
|                                                           | Fredric Pettersson (L, prot.)                             | 113                                                       | 39,1                                                      | ▲23,3                                                     |
|                                                           | Johan Anderzon (frisinnad)                                | 59                                                        | 20,4                                                      |                                                           |
|                                                           | Övriga kandidater                                         | 1                                                         | 0,4                                                       |                                                           |
| Antal giltiga röster                                      | Antal giltiga röster                                      | 289                                                       |                                                           |                                                           |
| Kasserade röster                                          | Kasserade röster                                          | 0                                                         |                                                           |                                                           |
| Totalt                                                    | Totalt                                                    | 289                                                       |                                                           |                                                           |

Valet hölls den 29 augusti 1896. Valdeltagandet var 47,9%.

### 1899
| Andrakammarvalet i Sverige 1899: Jönåkers härads valkrets | Andrakammarvalet i Sverige 1899: Jönåkers härads valkrets | Andrakammarvalet i Sverige 1899: Jönåkers härads valkrets | Andrakammarvalet i Sverige 1899: Jönåkers härads valkrets | Andrakammarvalet i Sverige 1899: Jönåkers härads valkrets |
| Kandidat                                                  | Kandidat                                                  | Röster                                                    | Röster                                                    | Röster                                                    |
| Kandidat                                                  | Kandidat                                                  | Antal                                                     | %                                                         | +− %                                                      |
| --------------------------------------------------------- | --------------------------------------------------------- | --------------------------------------------------------- | --------------------------------------------------------- | --------------------------------------------------------- |
|                                                           | Fredric Pettersson                                        | 161                                                       | 53,3                                                      | ▲14,2                                                     |
|                                                           | Johan Anderzon (frisinnad)                                | 140                                                       | 46,4                                                      | ▲26,0                                                     |
|                                                           | Övriga kandidater                                         | 1                                                         | 0,3                                                       |                                                           |
| Antal giltiga röster                                      | Antal giltiga röster                                      | 302                                                       |                                                           |                                                           |
| Kasserade röster                                          | Kasserade röster                                          | 1                                                         |                                                           |                                                           |
| Totalt                                                    | Totalt                                                    | 303                                                       |                                                           |                                                           |

Valet hölls den 21 augusti 1899. Valdeltagandet var 42,7%.

### 1902
| Andrakammarvalet i Sverige 1902: Jönåkers härads valkrets | Andrakammarvalet i Sverige 1902: Jönåkers härads valkrets | Andrakammarvalet i Sverige 1902: Jönåkers härads valkrets | Andrakammarvalet i Sverige 1902: Jönåkers härads valkrets | Andrakammarvalet i Sverige 1902: Jönåkers härads valkrets |
| Kandidat                                                  | Kandidat                                                  | Röster                                                    | Röster                                                    | Röster                                                    |
| Kandidat                                                  | Kandidat                                                  | Antal                                                     | %                                                         | +− %                                                      |
| --------------------------------------------------------- | --------------------------------------------------------- | --------------------------------------------------------- | --------------------------------------------------------- | --------------------------------------------------------- |
|                                                           | Fredric Pettersson                                        | 289                                                       | 66,4                                                      | ▲13,1                                                     |
|                                                           | Johan Anderzon (liberal)                                  | 88                                                        | 20,2                                                      | ▼26,2                                                     |
|                                                           | Johan Håkansson (socialist)                               | 58                                                        | 13,3                                                      |                                                           |
| Antal giltiga röster                                      | Antal giltiga röster                                      | 435                                                       |                                                           |                                                           |
| Kasserade röster                                          | Kasserade röster                                          | 287                                                       |                                                           |                                                           |
| Totalt                                                    | Totalt                                                    | 722                                                       |                                                           |                                                           |

Valet hölls den 7 september 1902. Valdeltagandet var 75,0%.

### 1905
| Andrakammarvalet i Sverige 1905: Jönåkers härads valkrets | Andrakammarvalet i Sverige 1905: Jönåkers härads valkrets | Andrakammarvalet i Sverige 1905: Jönåkers härads valkrets | Andrakammarvalet i Sverige 1905: Jönåkers härads valkrets | Andrakammarvalet i Sverige 1905: Jönåkers härads valkrets |
| Kandidat                                                  | Kandidat                                                  | Röster                                                    | Röster                                                    | Röster                                                    |
| Kandidat                                                  | Kandidat                                                  | Antal                                                     | %                                                         | +− %                                                      |
| --------------------------------------------------------- | --------------------------------------------------------- | --------------------------------------------------------- | --------------------------------------------------------- | --------------------------------------------------------- |
|                                                           | Malcolm Juhlin                                            | 428                                                       | 53,1                                                      |                                                           |
|                                                           | Filip Tottie (höger)                                      | 199                                                       | 24,7                                                      |                                                           |
|                                                           | Gustaf Sederholm (höger)                                  | 179                                                       | 22,2                                                      |                                                           |
| Antal giltiga röster                                      | Antal giltiga röster                                      | 806                                                       |                                                           |                                                           |
| Kasserade röster                                          | Kasserade röster                                          | 1                                                         |                                                           |                                                           |
| Totalt                                                    | Totalt                                                    | 807                                                       |                                                           |                                                           |

Valet hölls den 24 september 1905. Valdeltagandet var 77,4%.

### 1908
| Andrakammarvalet i Sverige 1908: Jönåkers härads valkrets | Andrakammarvalet i Sverige 1908: Jönåkers härads valkrets | Andrakammarvalet i Sverige 1908: Jönåkers härads valkrets | Andrakammarvalet i Sverige 1908: Jönåkers härads valkrets | Andrakammarvalet i Sverige 1908: Jönåkers härads valkrets |
| Kandidat                                                  | Kandidat                                                  | Röster                                                    | Röster                                                    | Röster                                                    |
| Kandidat                                                  | Kandidat                                                  | Antal                                                     | %                                                         | +− %                                                      |
| --------------------------------------------------------- | --------------------------------------------------------- | --------------------------------------------------------- | --------------------------------------------------------- | --------------------------------------------------------- |
|                                                           | Malcolm Juhlin                                            | 553                                                       | 62,1                                                      | ▲9,0                                                      |
|                                                           | Gustaf Sederholm (höger)                                  | 338                                                       | 37,9                                                      | ▲15,7                                                     |
| Antal giltiga röster                                      | Antal giltiga röster                                      | 891                                                       |                                                           |                                                           |
| Kasserade röster                                          | Kasserade röster                                          | 2                                                         |                                                           |                                                           |
| Totalt                                                    | Totalt                                                    | 893                                                       |                                                           |                                                           |

Valet hölls den 6 september 1908. Valdeltagandet var 70,5%.